# 기요스정
기요스정(清洲町)은 아이치현 니시카스가이군에 존재했던 정이다. 
2005년 7월 7일에 니시비와지마정, 신카와정과 합병해, 기요스시가 되었다.

## 역사
- 1889년 10월 1일 - 정촌제 시행과 함께 니시카스가이군 기요스촌이 성립하였다.
- 1906년 7월 16일 - 니시카스가이군 아사타촌 이치조촌과 신설 합병해 새로운 기요스정이 되었다.
- 1909년 10월 1일 - 나카지마군 오사토촌 일부를 편입하였다.
- 1910년 10월 1일 - 아마군 지모쿠지촌의 일부를 편입하였다.
- 2005년 7월 7일 - 니시카스가이군 니시비와지마정 및 신카와정과 신설 합병해 기요스시가 성립하였다. 동일 기요스정은 폐지되었다.

## 교통

### 철도
- 나고야 철도
  - 나고야 본선

### 도로
- 히가시메이한 자동차도
- 국도 제22호선
- 국도 제302호선